# Psaenythia rosarina
Psaenythia rosarina är en biart som beskrevs av Holmberg 1921. Psaenythia rosarina ingår i släktet Psaenythia och familjen grävbin. Inga underarter finns listade i Catalogue of Life.